# William Nylander (botanico)
William (Wilhem) Nylander (Oulu, 3 gennaio 1822 – Parigi, 29 marzo 1899) è stato un botanico, micologo ed entomologo finlandese.

## Biografia
Nylander insegnò all'Università di Helsinki per un certo numero di anni prima di trasferirsi a Parigi, dove visse fino alla sua morte nel 1899.
Nylander fu pioniere della tecnica di determinazione della tassonomia dei licheni mediante l'uso di reagenti chimici, come tinture di iodio e ipoclorito, ancora utilizzati dai lichenologi fino ad oggi.
Nylander fu anche il primo a comprendere l'effetto dell'inquinamento atmosferico sulla crescita dei licheni, un'importante scoperta che spianò la strada all'uso dei licheni per rilevare l'inquinamento e determinare la pulizia dell'aria.